# Sex (альбом Lюk)
Sex — третій повноформатний студійний альбом українського гурту «Lюk», виданий у 2005 році.

## Композиції
1. Киты Большие
2. Электрочеловек
3. Сверхновые
4. Les Souvenirs Du Port
5. Аэротория
6. Papa Noel
7. Будулай
8. Da Botanix
9. Le Port
10. Сахалін
11. Су-27
12. Прогулка По ВДНХ
13. Airbag
14. Купала
15. До Побачення

## Над альбомом працювали
- Бас — Fad
- Віолончель — Ніна Барашкова
- Drums, Programmed By — Крот
- Гітара — Валентин Панюта
- Клавішні, програмування — Олег Сердюк
- Лірика — Сергій Жадан (tracks: 10, 12, 15)
- Мастеринг — Андрій Субботин
- Додатковий мастеринг — Олексій Білий
- Мікс — Lюk (tracks: 1, 3, 5, 6, 8, 9, 11, 13 to 17), Сергій Кондратьєв (tracks: 2, 7, 10, 14)
- Ударні — Костянтин Шепеленко
- Запис — Володимир Філатов, Сергій Кондратьев
- Ситара — Віктор Khan (tracks: 6, 7, 11)
- Альт — Миколай Удовіченко
- Скрипка — Ігор Чернявский, Элла Злотнікова
- Вокал — Оля Герасімова
- Фото, постановка — Олександр Фумаров